# Paganico
Paganico is een plaats (frazione) in de Italiaanse gemeente Civitella Paganico.
Het frazione is een klein middeleeuws dorp, met gebouwen en kerken uit de 13e eeuw.
Paganico was een zelfstandige gemeente tot 1928, toen het werd gehecht aan Civitella Paganico.